# White Bear Lake
White Bear Lake är en ort i Ramsey County, och Washington County, i Minnesota. Enligt 2020 års folkräkning hade White Bear Lake 24 883 invånare.

## Kända personer från White Bear Lake
- Ryan Carter, ishockeyspelare